# Oberschwarzach
Oberschwarzach là một đô thị trong huyện Schweinfurt bang Bayern, Đức.